# Ekodeska
Ekodeska – potoczna nazwa kompozytu drewna i PCW zastępującego deski drewniane, wykorzystywane wszędzie tam, gdzie stosuje się tradycyjne deski. Ekodeska jest wykonana w 40% z trocin drewna naturalnego i w 60% z polimerów używanych do produkcji butelek, siatek jednorazowych czy reklamówek. Ekodeski nie wymagają impregnacji, ani malowania, dzięki czemu są materiałem przyjaznym środowisku.